# No Name (NF)
No Name è un singolo del rapper statunitense NF, pubblicato il 19 gennaio 2018.

## Video musicale
Il videoclip è stato pubblicato il 18 gennaio 2018 sul canale Vevo-YouTube del rapper.